# デルベント
座標: 北緯42度04分 東経48度17分 / 北緯42.067度 東経48.283度

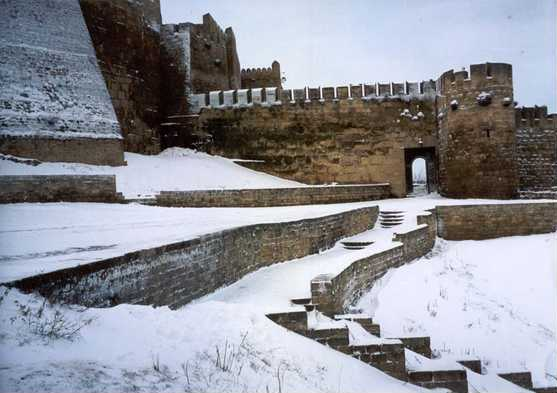
ササン朝時代の要塞

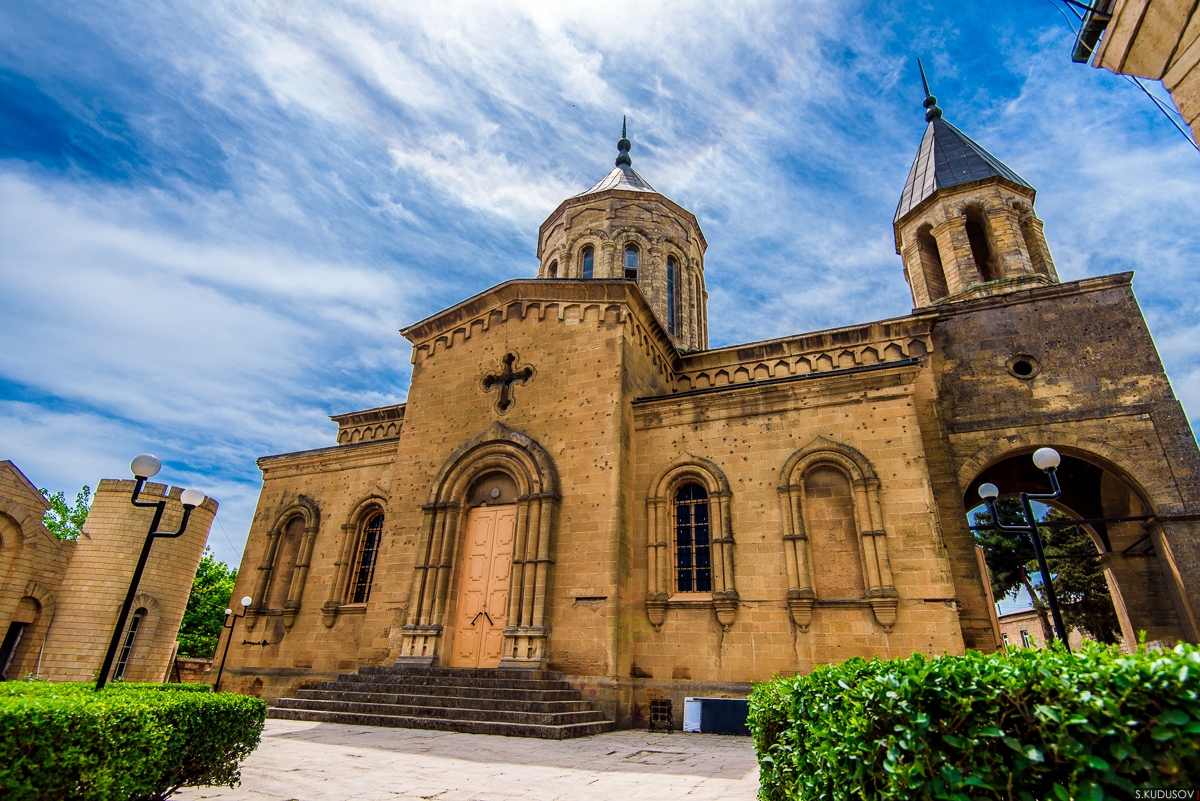
アルメニア教会の建物

デルベント（Derbent、ロシア語: Дербе́нт、アゼルバイジャン語: Дәрбәнд/Dərbənd、レズギ語: Кьвевар、タバサラン語:Деребенд）は、ロシア・ダゲスタン共和国にある都市である。ロシア最南端の都市であり、ダゲスタン共和国第2の都市でもある。人口は101,031人（2002年国勢調査）である。アゼルバイジャン人が最も多く、レズギ人、タバサラン人がそれに続く。
アレクサンドロスの門（en）の伝説が残る都市であり、デルベントはロシア最古の都市と言われる。2003年にUNESCOの世界遺産に「デルベントのシタデル、古代都市及び要塞建築物群」の名前で登録された。

## 地理
現在のデルベントの町はカスピ海の西岸に位置し、タバサラン山頂からの傾斜面に位置する。デルベントは交通の便がよく、港湾施設を持ち、アゼルバイジャンの首都であるバクーとは鉄道とロストフ・ナ・ドヌ道路で結ばれている。
デルベントの経済の中心は、食品、織物、漁業、木工品などが挙げられる。また、ロシアにおけるブランデー生産の中心でもある。

## 自然

### 気候
気象
| デルベントの気候       | デルベントの気候 | デルベントの気候 | デルベントの気候 | デルベントの気候 | デルベントの気候 | デルベントの気候 | デルベントの気候 | デルベントの気候 | デルベントの気候 | デルベントの気候 | デルベントの気候 | デルベントの気候 | デルベントの気候 |
| 月                     | 1月              | 2月              | 3月              | 4月              | 5月              | 6月              | 7月              | 8月              | 9月              | 10月             | 11月             | 12月             | 年               |
| ---------------------- | ---------------- | ---------------- | ---------------- | ---------------- | ---------------- | ---------------- | ---------------- | ---------------- | ---------------- | ---------------- | ---------------- | ---------------- | ---------------- |
| 最高気温記録 °C （°F） | 15.3 (59.5)      | 26.6 (79.9)      | 28.3 (82.9)      | 34.2 (93.6)      | 30.1 (86.2)      | 34.6 (94.3)      | 35.8 (96.4)      | 38.8 (101.8)     | 33.0 (91.4)      | 28.0 (82.4)      | 21.9 (71.4)      | 27.6 (81.7)      | 38.8 (101.8)     |
| 平均最高気温 °C （°F） | 5.5 (41.9)       | 5.3 (41.5)       | 8.2 (46.8)       | 14.3 (57.7)      | 20.3 (68.5)      | 26.1 (79)        | 29.1 (84.4)      | 28.9 (84)        | 24.2 (75.6)      | 18.2 (64.8)      | 11.9 (53.4)      | 7.5 (45.5)       | 16.6 (61.9)      |
| 日平均気温 °C （°F）   | 3.1 (37.6)       | 2.8 (37)         | 5.6 (42.1)       | 11.0 (51.8)      | 16.7 (62.1)      | 22.3 (72.1)      | 25.3 (77.5)      | 25.2 (77.4)      | 20.7 (69.3)      | 15.0 (59)        | 9.3 (48.7)       | 5.0 (41)         | 13.5 (56.3)      |
| 平均最低気温 °C （°F） | 0.7 (33.3)       | 0.4 (32.7)       | 3.0 (37.4)       | 7.7 (45.9)       | 13.1 (55.6)      | 18.4 (65.1)      | 21.6 (70.9)      | 21.4 (70.5)      | 17.2 (63)        | 11.8 (53.2)      | 6.6 (43.9)       | 2.6 (36.7)       | 10.4 (50.7)      |
| 最低気温記録 °C （°F） | −12.5 (9.5)      | −17.9 (−0.2)     | −9.0 (15.8)      | −3.1 (26.4)      | 4.2 (39.6)       | 11.0 (51.8)      | 12.9 (55.2)      | 10.7 (51.3)      | 5.1 (41.2)       | 0.4 (32.7)       | −8.3 (17.1)      | −12.1 (10.2)     | −17.9 (−0.2)     |
| 降水量 mm （inch）     | 26.2 (1.031)     | 39.1 (1.539)     | 24.5 (0.965)     | 19.7 (0.776)     | 24.4 (0.961)     | 16.1 (0.634)     | 22.5 (0.886)     | 26.2 (1.031)     | 50.4 (1.984)     | 56.3 (2.217)     | 48.8 (1.921)     | 44.5 (1.752)     | 398.7 (15.697)   |
| 出典：Погода Дербент   |                  |                  |                  |                  |                  |                  |                  |                  |                  |                  |                  |                  |                  |

## 歴史
デルベントはコーカサス地方において戦略的に重要な場所に位置している。カスピ海とコーカサスの山々との間では、幅が3キロメートルしかない。
歴史的にデルベントは、ユーラシア草原と中東を結ぶ交通の要衝であったため、様々な民族の衝突の舞台となってきた。
デルベントにおける最初の住居は、紀元前8世紀に遡る。紀元前6世紀には、ペルシャの王によって支配されていた。紀元前4世紀までには、カフカス・アルバニア人（en:Caucasian Albania）が建国した国の首都として機能していた。現在のデルベントの名前の由来はペルシャ語の「閉じられた門」に由来する。5世紀の終わりかあるいは6世紀の始まりには使用されるようになっており、この頃は、サーサーン朝の皇帝カワード1世によって統治された時代であった。
カワード1世の子供であるホスロー1世の時代に、デルベントの北を臨む監視塔を備えた高さ20メートルの城壁が建設された。アルメニア人の7世紀の歴史家であるモヴセス･カガンカトヴァツィ（Movses Kaghankatvatsi）が叙述した年代記にも、驚嘆の言葉を添えての記述がなされている。ホスローの建設の結果、デルベントは、サーサーン朝の強固な要塞、港として機能した。5世紀から6世紀の間には、デルベントは、カフカス地方におけるキリスト教布教の拠点となった。
627年から629年の第三次ペルソ・テュルク戦争（サーサーン朝と西突厥の間で起きた戦争）において、デルベントは一旦、西突厥の支配下に置かれることとなったが、その後、ペルシャによって再度、統治されることとなった。654年には、アラブ人勢力の支配下に置かれることとなり、デルベントは東カフカス地方の行政の中心になるとともに、この地方にもイスラームが浸透することとなった。戦略上の地位のために、デルベントはシルク・ロードの北へつながる支線の出発地点となり、後にはアラブ人とハザールの間で争われることとなった（アラブ・ハザール戦争）。
アッバース朝の第8代カリフであるハールーン・アッ＝ラシードは、デルベントに居住したこともあり、デルベントは、芸術と商業の中心となり、評判となった。アラブ人の歴史家の叙述によると、9世紀にはカフカス地方では最大の5万人の人口を誇る都市になったとある。カリフ制度が崩壊すると、デルベントはイスラームの首長国となり、サリル（en、現在のダゲスタン共和国に5世紀から12世紀の間存在したキリスト教国家）と争うこととなる。デルベントの首長国は、1239年のモンゴル帝国による侵攻まで繁栄した。
14世紀になると、デルベントはティムールの軍隊によって征服された。1437年には、ペルシャのシルヴァンシャー朝（en）の支配下に入った。16世紀にはサファヴィー朝とオスマン帝国との間の戦場となり、アッバース1世の時代には、トルコ軍に大きな打撃を与えたことで、デルベントはサファヴィー朝の支配下に入った。
1722年には、ロシア帝国皇帝ピョートル1世とペルシャの間で第1次ロシア・ペルシャ戦争が勃発、デルベントはロシア帝国の支配下に入ることとなったが、1736年にはナーディル・シャーの手によって再びペルシャの支配下に入った。1747年にはデルベント藩王国が創設されその首都となった。第2次ロシア・ペルシャ戦争（en）において、デルベントはヴァレリアン・ツボフ（en）が指揮するロシア軍の砲撃を受けた結果、1813年のゴレスターン条約において、ロシアとペルシャの間で平和条約が結ばれ、以後デルベントはロシア帝国に所属することとなった。
デルベントに残る城壁と監視塔の多くが、当時の姿を残している。6世紀から残る二重の城壁の長さは約40キロメートルに及び300から400メートルの距離を置いて、平行に建設された。城壁に囲まれた約45,000平方メートルの範囲が世界遺産に登録され、6世紀に建設されたキリスト教のバジリカ、8世紀に建設されたモスク、15世紀に建設されたマドラサ、19世紀に建設されたアルメニア正教の教会が存在する。

## 世界遺産

### 登録基準
この世界遺産は世界遺産登録基準のうち、以下の条件を満たし、登録された（以下の基準は世界遺産センター公表の登録基準からの翻訳、引用である）。
- (3) 現存するまたは消滅した文化的伝統または文明の、唯一のまたは少なくとも稀な証拠。
- (4) 人類の歴史上重要な時代を例証する建築様式、建築物群、技術の集積または景観の優れた例。

## 姉妹都市
- ギャンジャ、アゼルバイジャン
- ヤキマ、アメリカ合衆国
- ハデラ、イスラエル
- クロンシュタット、ロシア